# Ukajriba
Ukajriba (arab. عقيربة) – miejscowość w Syrii, w muhafazie Hama. W 2004 roku liczyła 1515 mieszkańców.